# Post-hardcore
A post-hardcore a hardcore punk zene olyan alműfaja, ami összetettebb hangzást alkalmaz. A műfaj megteremtő zenekarainak tartották a Fugazit, Big Blacket és a Jawboxot.

## Hangzás
A post-hardcore a gyors tempóról, a hangos hangzásról és a mélyre hangolt basszusgitárról ismert. Az összetett riffek is megtalálhatók benne és ettől különbözik. Néha az énekes üvöltve vagy hörögve énekel. Néhány zenekar keverte ezt a hangzást a dzsesszel, dubbal, funkkal és a soullal.

## Zenekarok
- Architects
- A Day to Remember
- At the Drive-In
- Black Veil Brides
- Coldrain
- Dayshell
- Envy
- Fugazi
- Glassjaw
- Hopesfall
- I Set My Friend on Fire
- Jawbox
- Karp
- La Dispute
- My Chemical Romance
- Naked Raygun
- Orchid
- Pierce the Veil
- Quicksand
- Rapeman
- Sleeping with Sirens
- Falling in Reverse